# Швакшты (Минская область)
Швакшты (бел. Шва́кшты) — деревня на территории Нарочского сельсовета в Мядельском районе Минской области Белоруссии. Расположена рядом с трассой Вильнюс-Полоцк.

## История
В книге польского историка Иосифа Вольфа есть сведения, что в середине XV столетия на месте деревни Швакшты располагался «двор Замяделье» князя Петки Романовича Свирского. Позднее двор перешел в собственность его сына — Мартина Петковича и стал называться Мартиньяны.
Согласно «Подымных реестров Виленского воеводства за 1690 год», Швакшты являлись королевской собственностью и насчитывали в 1667 году - 3 1/3 дымов, в 1690 году — 10 дымов. В 1690 году Швакшты входили в состав Камайского прихода.
В 1847 году — 9 дворов, 86 жителей. Деревня являлась частью имения Кобыльник Свенцянского уезда Виленской губернии, собственность Свенторжецкого.
В 1868 году — застенок (12 жителей) и деревня (9 дворов, 113 жителей) в Кобыльникской волости Свенцянского уезда.
В 1904 году — 222 жителя.
В 1905 году, согласно Г. Гашкевичу, фольварок Мартиньяны и 98 десятин земли приобрел Гальян Вансович. На польско-немецкой карте 1936 года фольварок обозначен, как Гальяново. Фольварок был уничтожен в годы Второй мировой войны.
С 12 октября 1940 года — в составе Кобыльникского сельсовета Мядельского района Вилейской области.
С 20 сентября 1944 года — в составе Молодечненской области.
В 1949 году жителями деревни был создан колхоз имени Калинина.
С 20 января 1960 года — в составе Минской области. В 1960 г. — 142 жителя.
С 1965 года деревня в составе совхоза «Нарочь» (центр в аг. Нарочь).
С 4 сентября 1991 года в составе колхоза «Приозерный».
По состоянию на 1 января 1997 года — 51 двор, 132 жителя.
В 2016 году Швакшты посетил историк из Великобритании Франк Плешак (его отец  был родом из этой деревни и впоследствии воевал в составе польской армии генерала Андерса).
1 января 2017 года — 108 жителей.